# Глєбова Ірина Сергіївна
Ірина Сергіївна Глєбова (рос. Ири́на Серге́евна Гле́бова; нар. 7 січня 1981, Москва) — російський режисер і продюсер, кандидат політичних наук, член Спілки письменників Росії з 2004 року.

## Біографія

### Здобуття освіти
Навчалась у Гуманітарному інституты телебачення та радіомовлення ім. Литовчина, де 2001-го року здобула спеціальність «журналіст та редактор», а 2003-го — «режисер кіно та телебачення». У 2005 році в Дипломатичній академії МЗС РФ захистила кандидатську дисертацію по темі «Розвиток інформаційних технологій у зовнішньополітичній діяльності Російської Федерації: проблеми та перспективи» і отримала вчений ступінь кандидата політичних наук. У 2007 році закінчила Всеросійський державний інститут кінематографії, здобувши спеціальність «продюсер кіно та телебачення». У 2013 році закінчила Театральний інститут імені Бориса Щукіна, здобувши спеціальність театрального режисера.

### Викладання
З 2011 року викладає режисуру телебачення у ГІТР та майстерність режисури і технології телевиробництва у Вищій національній школі телебачення. З 2018 року декан продюсерського факультету ГІТР.

### Робота на телебаченні
- З січня 2000-го по вересень 2000-го — репортер російського ТСН;
- З жовтнья 2000-го по червень 2001-го працює у «Синебридж», PR-менеджер серіалу «Прості істини»;
- З червня 2001-го по січень 2002-го режисер документальних фільмів на телеканалі «Культура»;
- З травня 2003-го по серпень 2006-го телевізійний режисер на телеканалі «Спорт»;
- З серпня 2003-го по серпень 2006-го працювала у «Амедіа», телевізійний режисер серіалів «Не народися вродливою», «Моя прекрасна нянька», другий режисер історичних мелодрам «Гріхи батьків», «Талісман кохання», директор школи акторської майстерності «Амедіа», PR-менеджер серіалу «Бідна Настя» та компанії «Амедіа»
- З серпня 2006-го по червень 2008-го працювала у «Сохо Медіа», режисер програм «Контрольна закупка» та «Все під контролем»;
- З травня 2008-го по вересень 2011-го працювала у «ТелеФорматі», креативний продюсер та режисер програми «Розіграш»[3][4], режисер програм «Галілео» та «Реальний світ»;
- З жовтня 2011-го по лютий 2012-го працювала у «АВК продакшн» режисером програми «Битва інтер'єрів»;
- З лютого 2012-го працює у медіа-групі «Красний квадрат», креативний продюсер програм «Вгадай мелодію» та «Дешево та сердито»;
- З червня 2016-го по червень 2017-го — креативний директор на телеканалі «Спас».[5][6]

## Нагороди
Проекти Ірини Глєбової неодноразово нагороджували призами Академії російського телебачення «ТЕФІ».
- 2004 рік — премія «ТЕФІ» за серіал «Бідна Настя»;
- 2005 рік — премія «ТЕФІ» за серіал «Моя прекрасна нянька»;
- 2006 рік — премія «ТЕФІ» за серіал «Не народися вродливою»;
- 2018 рік — International festival «ZILANT», Найкраща режисерська робота — «ИКОТКА», режисер Ірина Глєбова;[7]
- 2018 рік — FRANCE INDEPENDENT FILM FESTIVAL, Найкраща режисура — «ИКОТКА», режисер Ірина Глєбова.[8]